# 마쓰다이라 사다후사
마쓰다이라 사다후사(일본어: 松平定房, 1604년 9월 5일 ~ 1676년 8월 7일)는 에도 시대 전기의 다이묘이다. 이요 이마바리번 초대 번주. 사다후사 계 히사마쓰 마쓰다이라가(定房系久松松平家) 시조. 고산케 그리고 고카몬 중 에치젠가의 시조 유키 히데야스와는 사촌간이다.
사다후사는 가케가와번주 마쓰다이라 사다카쓰의 5남으로 태어났다.
| 전임 막부령(도도 다카토라) | 제1대 이마바리번 번주 (히사마쓰 마쓰다이라가) 1635년 ~ 1674년 | 후임 마쓰다이라 사다토키 |